# توروو، استان پومرانیان
توروو، استان پومرانیان (به لاتین: Turowo, Pomeranian Voivodeship) یک منطقهٔ مسکونی در لهستان است که در Gmina Miastko واقع شده‌است.

## خصوصیات
توروو ۱۲۴ نفر جمعیت دارد.